# Боллье, Марин
Мари́н Боллье́ (Бойе́) (фр. Marine Bolliet; 14 января 1988, Шамбери, Франция) — французская биатлонистка, призёр Чемпионатов Европы, чемпионка мира среди юниоров. Член национальной сборной Франции. Биатлоном занимается с 15 лет. С 2005 года вызывается во всевозможные сборные своей страны.
В конце сезона 2015/2016 объявила о завершении спортивной карьеры.

## Кубок мира
- 2008—2009 — очков не набирала
- 2010—2011 — 97-е место (1 очко)
- 2011—2012 — 62-е место (56 очков)
- 2012—2013 — 50-е место (95 очков)
- 2013—2014 — 49-е место (117 очков)
- 2014—2015 — 32-е место (237 очков)